# Брандіс-над-Лабою-Стара-Болеслав
Бра́ндис-над-Ла́бою-Ста́ра-Бо́леслав (чеськ. Brandýs nad Labem-Stará Boleslav, МФА: [ˈbrandiːs ˈnad labɛm ˈstaraː ˈbolɛslaf], колишнє нім. Brandeis an der Elbe та Altbunzlau) — місто в районі Праги, на сході Центральночеського краю, Чехія. Лежить на обох берегах річки Лаби. Населення — 17 605 мешканців (2009).
Брандис-над-Лабою заснований в XIII столітті. Стара-Болеслав був названий на честь Болеслава I, який заложив тут свій замок на початку X століття. В 1960 році ці два міста були об'єднані в один — Брандис-над-Лабою-Стара-Болеслав з населенням близько 15 500 осіб.

## Міста-побратими
- Україна, Дунаївці
- Угорщина, Геделле
- Італія, Монтескудайо

## Відомі люди
У місті народився чеський метеоролог і астроном Антонін Бечварж.

## Галерея

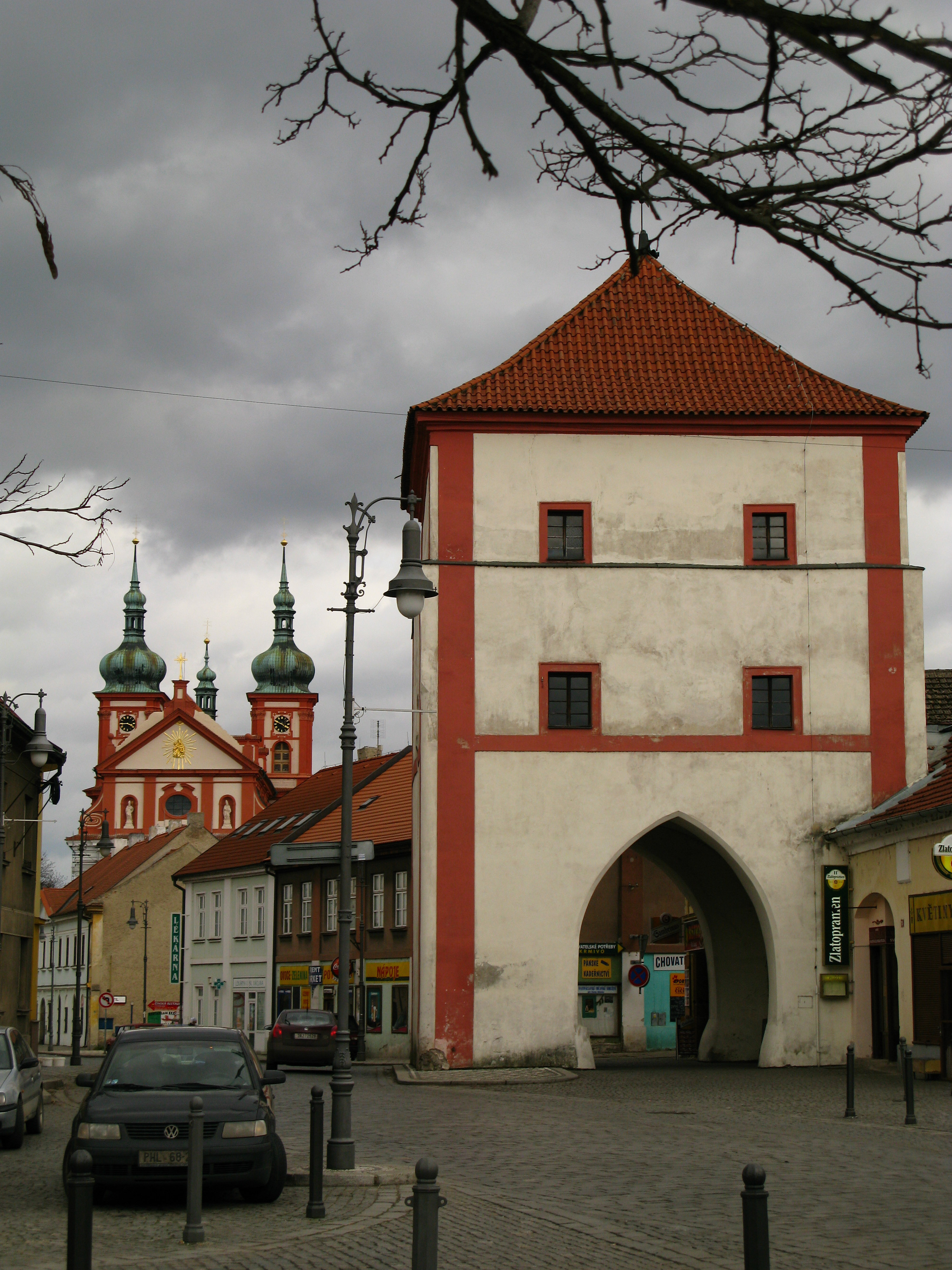
Середньовічна башта
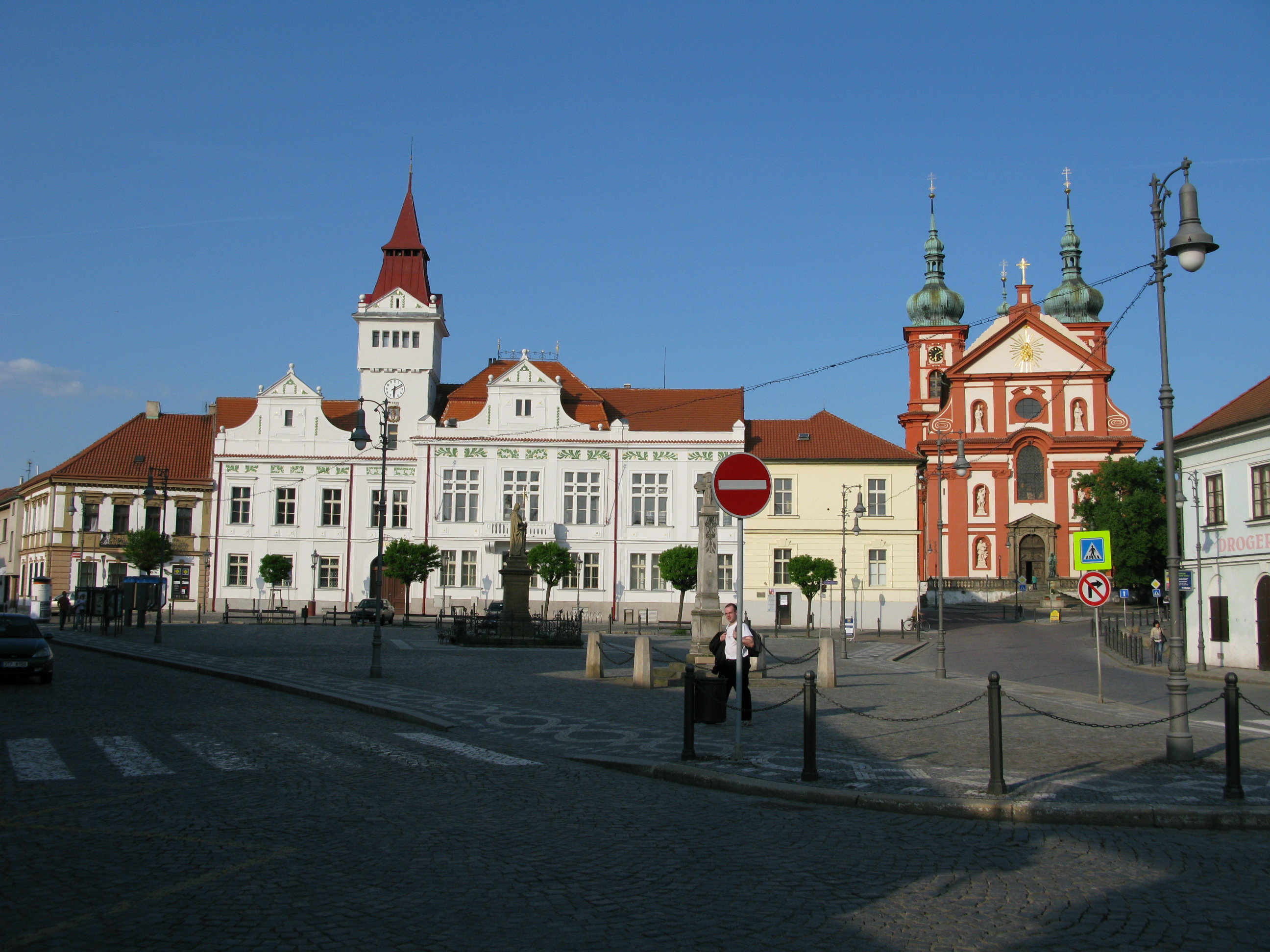
Центр міста
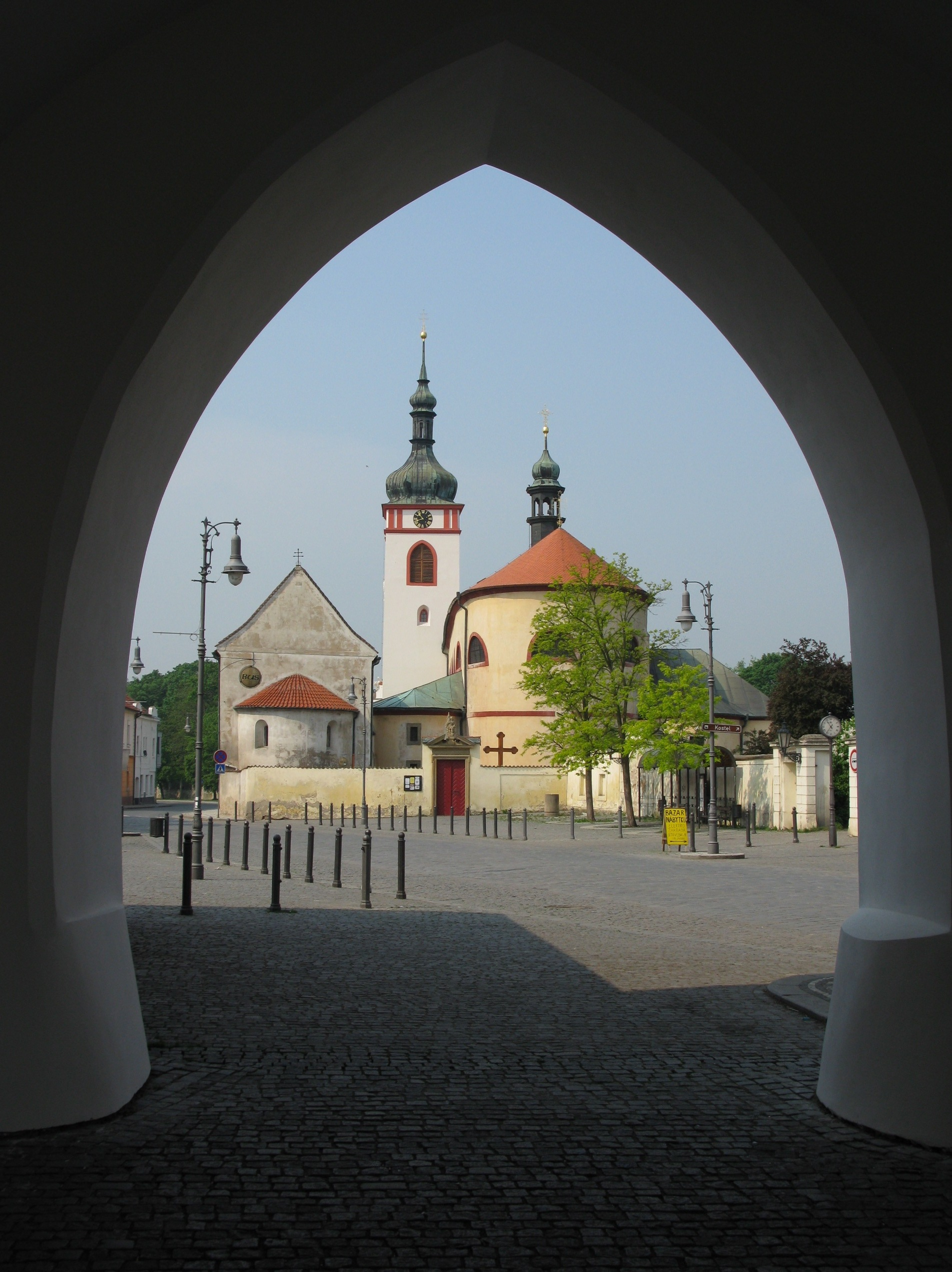
Базиліка св. Вацлава
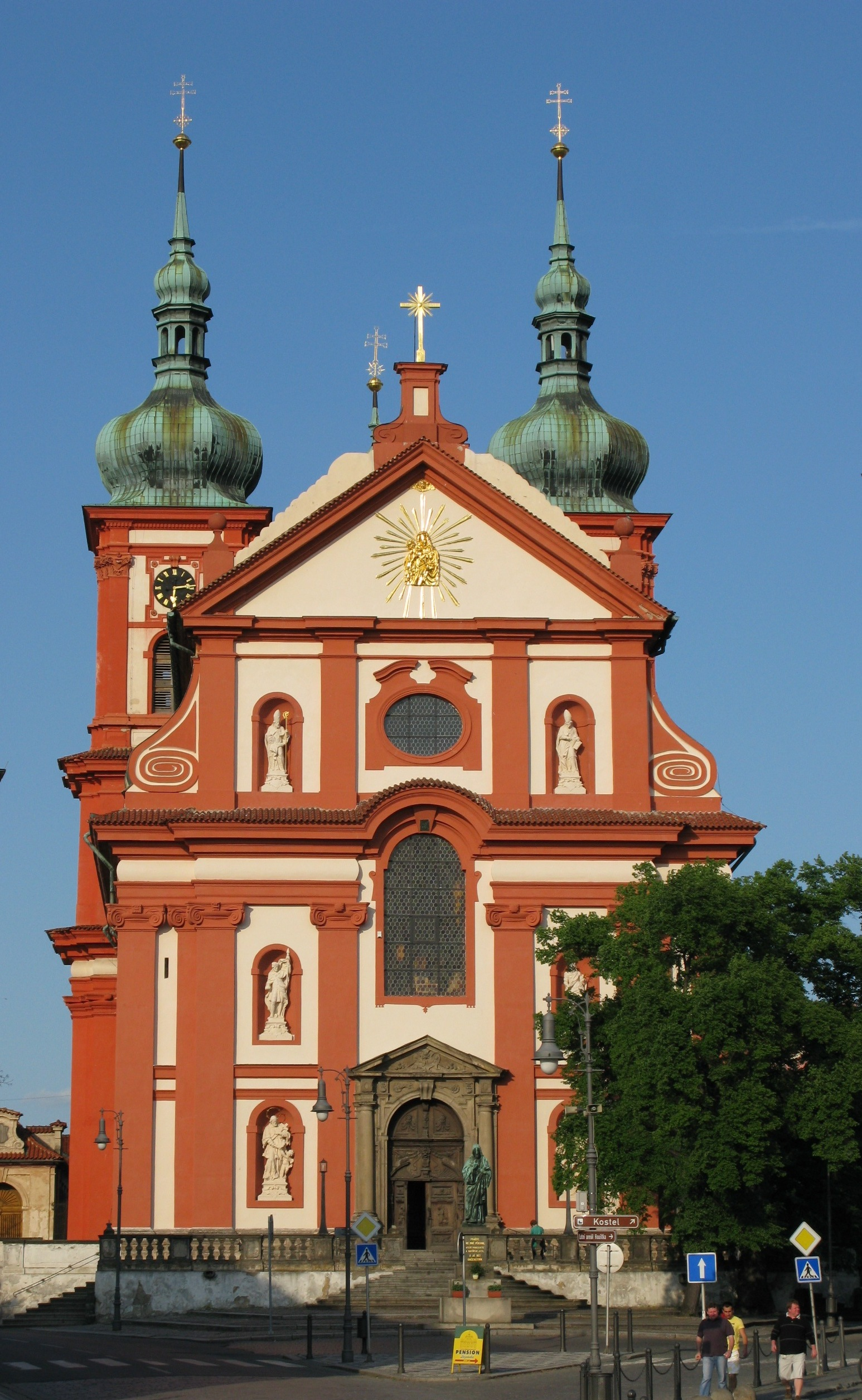
Церков Вознесіння Діви Марії

## Інтернет-джерела
- Сайт міста [Архівовано 13 квітня 2010 у Wayback Machine.]
- Що подивитися? [Архівовано 25 травня 2010 у Wayback Machine.]

| Чехія | Це незавершена стаття з географії Чехії. Ви можете допомогти проєкту, виправивши або дописавши її. |